# ماك أو إس إكس 10.0
ماك أو إس إكس 10.0 (بالإنجليزية: Mac OS X 10.0)‏ والذي يرمز له باسم شيتا هو أول إصدار رسمي لنظام ماك أو إس إكس، وهو نظام طورته شركة آبل للحواسيب الشخصية والسيرفر. تم إطلاق شيتا في 24 مارس 2001 بمبلغ 129 دولار أمريكي. جاء هذا النظام خلفاً لنظام ماك أو إس إكس كودياك وسلفاً لنظام ماك أو إس إكس پوما.
جاء نظام شيتا بتغيير جذري من النظام التقليدي السابق له،ماك أو إس، وقد كان منتظراً لمدة طويلة ليكون حلاً بديلاً للجيل الجديد من أنظمة تشغيل ماكنتوش. قدم هذا النظام وجهاً جديداً لأنظمة تشغيل ماكنتوش، مختلفاً تماما عن سلفه ماك أو إس 9، ومختلفاً عن جميع أنظمة التشغيل السالفة. كما جاء النظام بنواة جديدة تماماً مشابهة لنواة يونكس ونظاماً جديداً لإدارة الذاكرة. أثبت شيتا أنه انطلاقة ركيكة لإصدارات ماك أو إس إكس، حيث جاء مليئاً بالعديد من الخصائص المفقودة ومشكلات في الأداء، بالرغم من أن الكثيرين أشادوا بانطلاقته حيث أنها كانت جيدة بالنسبة لنظام جديد من ناحية كمال وثبات نظام التشغيل بشكل عام. على عكس الأنظمة اللاحقة، لم يتم استخدام رمز النظام «شيتا» في التسويق له.

## متطلبات النظام
لم يتقبل مجتمع ماكنتوش ومتابعيه متطلبات النظام الجديد تقبلاً جيداً، حيث كانت ذاكرة الوصول العشوائي في أجهزة ماك تأتي بحجم 64 ميگابايت، بينما النظام كان يطلب ذاكرة وصول عشوائي بحجم 128 ميگابايت.
- الحاوسيب المدعومة: پاور ماكنتوش جي3، جي3 أزرق وأبيض، جي4، جي4 كيوب، آي ماك، پاوربوك جي3 (باستثناء الإصدار الأصلي من "كانگا")، پاوربوك جي4، آي بوك.
- ذاكرة الدخول العشوائي:
  - 128 ميگابايت (الحد الأدنى الغير رسمي هو 64 ميگابايت)
- مساحة القرص الصلب:
  - 1500 ميگابايت (800 ميگابايت للحد الأدنى من التنزيل)

## الخصائص
- الدوك - عبارة عن طريقة جديدة لتنظيم تطبيقات ماك أو إس إكس في واجهة المستخدم.
- تيرمنال - وهو خاصية تسمح للمستخدم من تنفيذ أوامر يونكس.
- ميل - عميل بريد إلكتروني
- آدرس بوك
- تيكست إديت - بديل جديد لتطبيق سيمبل تيكست
- دعم كامل لخاصية المهام المتعددة وهي أحد الخصائص التي طال انتظارها.
- دعم نسق المستندات المنقولة (يمكن إنشاء ملفات (بي دي إف) من أي تطبيق.
- واجهة المستخدم أكوا
- مبني على نواه شبيهة بيونكس
- أوپن جي إل
- آبل سكربت
- دعم كوكوا وكربون، وهي واجهات لبرمجة التطبيقات
- شارلوك - محرك بحث في سطح المكتب والويب
- الذاكرة المحمية - حماية لذاكرة الدخول العشوائية، بحيث إذا قام أحد التطبيقات بإفساد ذاكرته الخاصة، فإن ذلك لا يؤثر على التطبيقات الأخرى.